# 青梅市花木園
青梅市花木園（おうめしかぼくえん）とは東京都青梅市小曾木に存在する公園である。

## 概要
青梅市北東部の永山丘陵の北側に位置し、隣接する埼玉県飯能市まで約1キロ地点にある。園内には長さ211メートルにも及ぶ東京都内で最長のローラーすべり台がある。

## 周辺
- 岩蔵温泉
- 東京炭鉱

## アクセス
- 東日本旅客鉄道 青梅線 東青梅駅より西武バス、都営バス
- 西武鉄道 池袋線 飯能駅より西武バス